# Chorschule Gropiusstadt
Die Chorschule Gropiusstadt ist eine Chorschule der Musikschule Paul Hindemith Neukölln. Unter dem Dach der Chorschule Gropiusstadt musizieren ca. 100 Sängerinnen und Sänger in verschiedenen Chorformationen: Die Singklasse (ab 3 Jahren), drei altersbezogene Kinderchöre der Gropiuslerchen Berlin, der Erwachsenenchor gropies berlin und der Frauenchor Gropiuschor Berlin. Daneben existierte früher auch das Kleine Vokalensemble für Mitglieder mit langer Chorerfahrung in kleiner Besetzung, wobei solistische Qualitäten erwartet wurden.

## Gropiuslerchen Berlin
Die Chorschule wurde 1973 von Bernhard Jahn gegründet, zunächst mit den Kinder- und Jugendchören der Gropiuslerchen Berlin. Jahn hatte die künstlerische Leitung bis 2010 inne, auf ihn folgten Christoph Wagner, Stephanie Bugiel, Vladlena Milman und seit 2020 Antonia Hikel-Demmler, die als Kind selbst bereits bei den Gropiuslerchen gesungen hatte.
Aktuell (Stand April 2024) gibt es diese Angebote im Kontext der Gropiuslerchen:
- Babysingen – ab 6 Monaten
- Singklasse – ab 3 Jahren
- Chor 1 – ab 5 Jahren
- Chor 2 – ab der 2. Klasse
- Chor 3 – ab der 5. Klasse

Die Gropiuslerchen Berlin gastieren regelmäßig in Konzertsälen wie der Berliner Philharmonie und dem Schauspielhaus. Darüber hinaus haben sie an zahlreichen Musikproduktionen mitgewirkt, u. a. bei den Kinder-Hörspielen Bibi Blocksberg und Benjamin Blümchen sowie als Begleitung von Udo Jürgens oder Ella Endlich. Die größte Bekanntheit erlangten sie mit dem Charthit Berlin, Berlin (John F. und die Gropiuslerchen) im Jahre des Mauerfalls 1989.

## gropies berlin
Die gropies berlin wurden 1981 von Chorsängerinnen und -sängern gegründet, die dem Jugendchor der Gropiuslerchen entwachsen waren, die Leitung übernahm der damalige Chorschulleiter Bernhard Jahn. Die gropies berlin gingen seither regelmäßig auf Chorreisen in Europa und Übersee und gewannen zahlreiche Preise bei Wettbewerben wie dem Harmonie Festival oder dem Mahlsdorfer Chorsommer. Bekanntheit erlangte der Chor durch eine A-cappella-Version von Satellite, die mit Lena Meyer-Landrut bei der Goldenen Kamera aufgeführt wurde. Arrangiert hatte die Version der damalige Chorleiter Marcus Merkel (Chorleitung von 2010 bis 2015).
Aktueller Chorleiter ist seit 2015 Johannes Dasch, der einer musikalischen Familie entstammt (seine Schwester ist die Opernsängerin Annette Dasch).

## Gropiuschor Berlin
Im Jahre 1974 wurde der Erwachsenenchor der Chorschule gegründet, der den Namen Gropiuschor Berlin erhielt. Im Laufe der Jahre entwickelte sich der Chor vielfältig weiter: Aus dem Erwachsenenchor wurde zunächst ein Seniorenchor, schließlich aus dem gemischten Chor ein reiner Frauenchor. Chorleiterin ist seit 1996 Bettina Schmidt.